# کوه آدیشی
کوه آدیشی (به لاتین: Mount Adishi) یک کوه در گرجستان است که در سوانتی واقع شده‌است. کوه آدیشی ۴٬۲۹۰ متر بالاتر از سطح دریا واقع شده‌است.